# Liste des maires d'Andrest

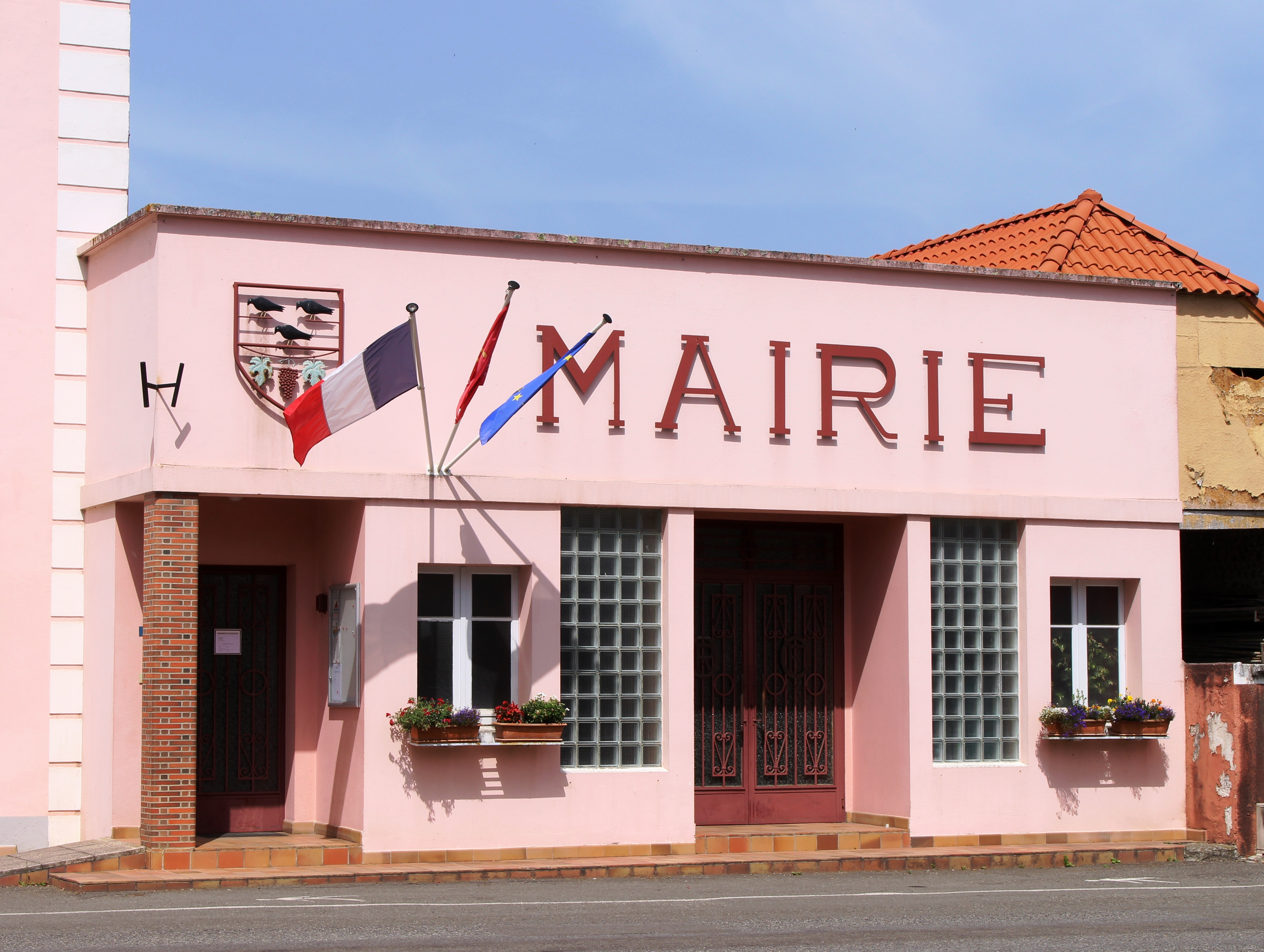
La mairie en 2017.

## Liste des maires
| Période                                  | Période   | Identité                | Étiquette | Qualité                                                    |
| ---------------------------------------- | --------- | ----------------------- | --------- | ---------------------------------------------------------- |
| Les données manquantes sont à compléter. |           |                         |           |                                                            |
| 1944                                     | 1959      | Dominique Léopold Pène  |           |                                                            |
| 1959                                     | 1960      | François Sabathier      |           |                                                            |
| 1960                                     | mars 1971 | Benjamin Salies         |           |                                                            |
| mars 1971                                | juin 1995 | Yvan Souptès            | PCF       | Conseiller général du canton de Vic-en-Bigorre (1973-1979) |
| juin 1995                                | mars 2001 | Raymond Costa           | PCF       |                                                            |
| mars 2001                                | mars 2014 | Anne-Marie Saint-Martin | PCF       |                                                            |
| mars 2014                                | mars 2020 | Francis Plénacoste      | DVG       | Dentiste                                                   |
| mars 2020                                | en cours  | Louis Dintrans          | SE        |                                                            |